# Яримович Осип Іванович
Осип Михайло Маріян Яримович (18 травня 1897, Львів — 2 липня 1917, біля с. Конюхи, Козівський район, Тернопільська область) — пластун, командант сотні УСС.
Відомий як наймолодший бойовий офіцер Першої світової війни.

## Життєпис
Народився 18 травня 1897 у Львові. Був найстаршим в багатодітній родині львівських міщан Івана і Розалії Яримовичів.

О. Яримович — пластун

Навчався у філії Академічної гімназії у Львові. Під час навчання в 1911 році Осип Яримович разом з відомими пізніше старшинами УСС Іваном Чмолою, Василем Кучабським, О. Кучерішком, Петром Франком, Оленою Степанівною та Романом Сушком стали засновниками та діяльними членами першого таємного військового гуртка «Пласт».
1914 року закінчив 7 клас Філії Академічної гімназії у Львові. Матуру здобув у Відні.
У серпні 1914 р. на заклик Української бойової управи Осип Яримович серед перших зголосився добровольцем у ряди Українських січових стрільців. Командував чотою в сотні Василя Дідушка, яка першою з підрозділів УСС 10 вересня 1914 року виступила проти російського ворога. Головним завданням сотні була охорона Верецького-Нижнього і Гусного перевалів. Перший бій сотні з ворогом відбувся під Верецьким перевалом 28 вересня 1914 р.

Старшини УСС Зенон Носковський, Олена Степанів, Іван Чмола, Осип Яримович та Софія Галечко на горі Маківка

26 жовтня січові стрільці сотні В. Дідушка здобувають і утримують три дні гору Комарницьке біля Синевідського. Згодом, коли австрійські частини втрачають цей вигідний плацдарм, 3 листопада сотні Дідушка та Дудинського сміливою атакою повертають втрачені позиції.
Осип Яримович відбув усі карпатські походи й бої УСС. Особливо прославився своєю відвагою у боях на Маківці, які тривали від 29 квітня до 2 травня 1915 р.
Від осені 1915 р. Яримович — самостійний командант 3-ї сотні 1-го полку УСС, наймолодший сотник УСС. Від 31 жовтня до 3 листопада 1915 р. дві сотні 1-го куреня під проводом четаря Осипа Яримовича брали участь у бою під Семиківцями. В кривавих змаганнях російські війська зайняли село, але сотні Дмитра Вітовського, Андрія Мельника, Осипа Яримовича, Зенона Носковського відбили Семиківці. Ця запекла битва стала ще одним величним подвигом УСС.
На травень 1916 р. Осип Яримович мав ранг поручника, командував 3-ю сотнею 1-го куреня (командант — сотник Омелян Лисняк) 1-го полку УСС (командант — підполковник Антін Варивода).
У бою на Лисоні 2 вересня 1916 р. поручник Осип Яримович поранений.
У березні 1917 року повертається на фронт, де серед 77 старшин підписує «Апель старшин У. С. С. до Загальної Української Ради і Української Парламентарної Репрезентації» з домаганнями від провідників «негайного порозуміння і поставлення на чолі Нації органу з неоспоримим правом проводу і заступництва».
Поліг у бою під Конюхами 2 липня 1917 під час артобстрілу.

### Місце поховання

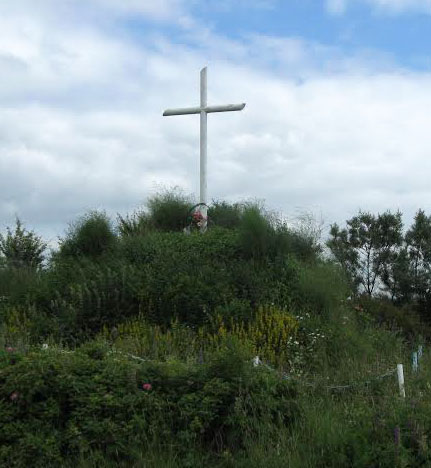
Братська могила вояків УСС в с. Конюхи, в якій похований Осип Яримович

Похоронений у могилі на узгір'ї села Конюхи за Звіринцем над Мазуровим яром, де в ті далекі часи були позиції й окопи усусів (становище, призначене для УСС австрійським командуванням, було стратегічно дуже невдале). Ось як описує у своїй книжці Ярослав Когут (1929 р. н., корінний житель с. Конюхи, учасник визвольних змагань, засуджений на 25 років):

| «У цій могилі захоронені: комендант стрілецької кінноти Роман Камінський, поручник Осип Яримович, підхорунжий Ворона, підхорунжий Василь Іванців, вістовий Тютько, десятник Кузьмович, старший стрілець Шкварко. Це захоронення зберегла в пам'яті покійна Ксенія Мрикало — Олеськів (Курилишина), вона й прилучила до цього гробу ще одного стрільця — Василя Ярему (мав біля себе документ). Про це місце захоронення також пам'ятав Йосип Паслай, який постійно, під час окупації України різними владами, підсипав на тому місці маленький, незамітний для ворожого ока гробик. Вибираючись із Конюх, покійний Йосип заповів своєму синові Петрові обходити й тримати в пам'яті цей гробик, що він й робив до того часу, поки не була проголошена Незалежна Україна і мешканці села Конюхи насипали на тому місці Могилу». |
1 липня 2017 року до сторіччя бою під Конюхами старанням громади села, Тернопільської обласної і Козівської районної влади, Козівського краєзнавчого музею на братській могилі УССів, встановлений кам'яний хрест і дві стели з викарбуваними іменами і прізвищами полеглих.

## Визнання
Відзначений бронзовою медаллю Військової Заслуги «Signum Laudis».
Перебуваючи 3 березня 1917 року в селі Куропатники Роман Купчинський написав пісню «Накрила нічка» для свого сотенного коменданта, поручника УСС. Коли він загинув 1-го липня Р. Купчинський додав другу частину пісні.
|  | Той молодий хлопець ніколи за весь час служби не почув страху, не завагався, не задрожав ніколи! Визначився в Карпатських боях, на Маківці особливо, а славу здобув під Семиківцями! Молодий сотник — в цвіті 20-ї весни і в славі! |

|  | Був ентузіястом Пласту і плянував після війни присвятити багато праці його розбудові. Дивно, що ні один пластовий гурток ні в краю не носив, ні тепер не носить його імени. Осип Яримович варта того, і як вояк і як пластун. |

1 липня 2017 року, до сторіччя історичних боїв під Конюхами, за сприянням Тернопільської обласної, Козівської районної, Конюхівської сільської влади, Козівського краєзнавчого музею і Конюхівської загальноосвітньої школи була проведена регіональна наукова конференція «Конюхи у Першій світовій війні» і видано матеріали конференції, в яких описано жорстокий бій під Конюхами 29 червня — 2 липня 1917 року, в якому брав участь і загинув поручник Осип Яримович. Видано ювілейну брошуру «Конюхи у Першій світовій війні 1917 рік» і поштову листівку, яка містить і портрет поручника Осипа Яримовича.
14 квітня 2018 року Конференція українських пластових організацій нагородила поручника Осипа Яримовича (посмертно) Залізним Пластовим Хрестом за виявлену мужність у боротьбі за Батьківщину.
1927 року в Бережанах, теперішньої Тернопільської області,41 курінь Українського Пласту носив ім'я поручника Осипа Яримовича.